# Momići
Momići is een plaats in de gemeente Kula Norinska in de Kroatische provincie Dubrovnik-Neretva. De plaats telt 215 inwoners (2001).